# 毛葡萄
毛葡萄為植物界之一植物種類。該植物於植物分類表上，歸於被子植物門（Angiospermae）雙子葉植物綱（Magnoliopsida）葡萄目(Vitales) 葡萄科 （Vitaceae）下的一種。